# Mitinskoje-Friedhof

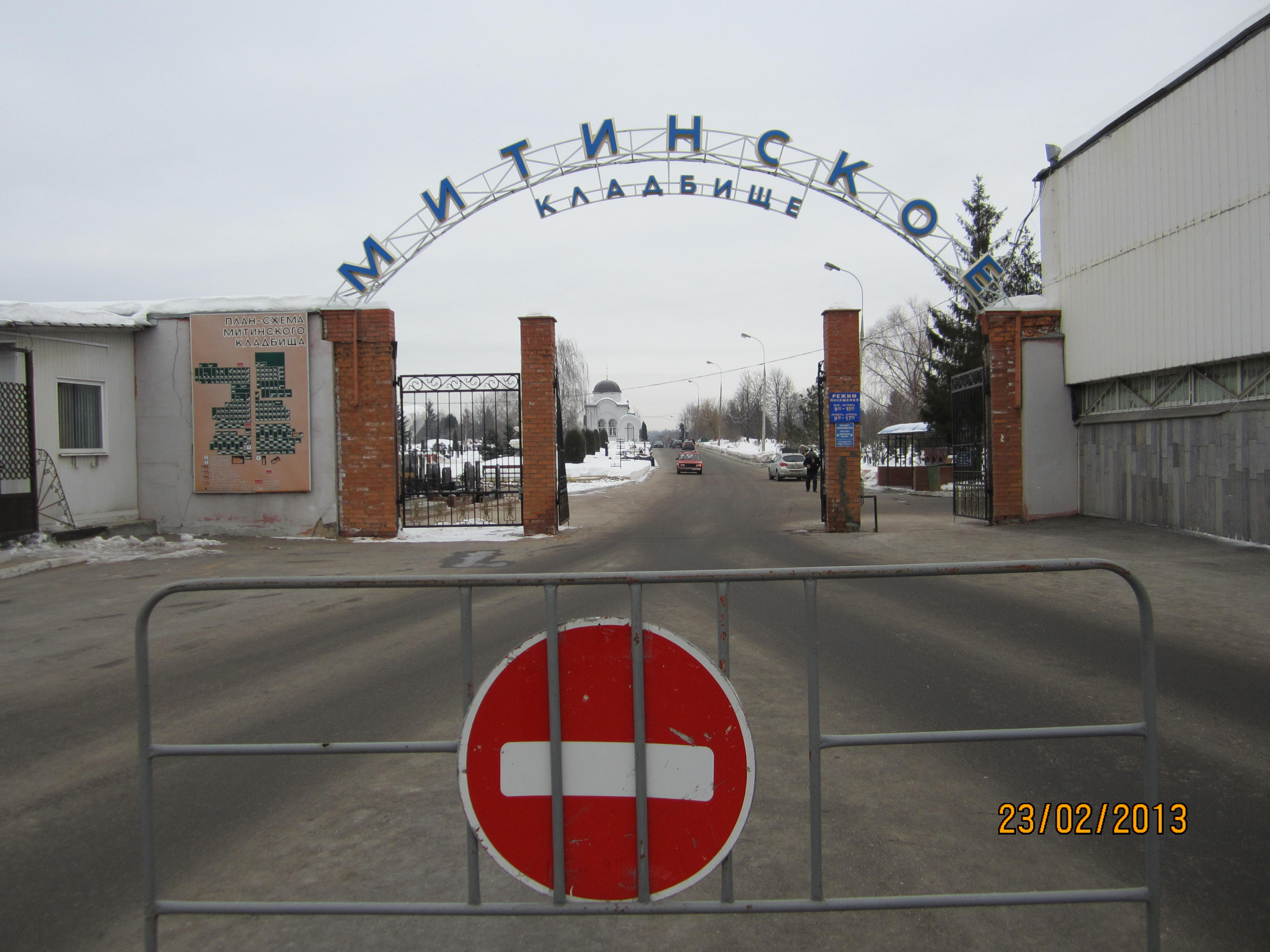
Der Eingang zum Friedhof (2013)

Der Mitinskoje-Friedhof (russisch Ми́тинское кла́дбище) ist ein russischer Friedhof in Moskau.

## Geschichte und Lage
Der Friedhof wurde am 15. September 1978 angelegt. 1998 wurde auf dem Gelände eine russisch-orthodoxe Kirche erbaut. Das Gelände zählt eine Gesamtfläche von 1.080.000 m².
Der Friedhof ist die letzte Ruhestätte von Feuerwehrleuten und Kraftwerksarbeitern, die bei den Löscharbeiten nach der Nuklearkatastrophe von Tschernobyl ums Leben kamen. Viele der hier begrabenen Persönlichkeiten, die an Strahlenkrankheiten in folge des Atomunglücks in Tschernobyl starben, wurden in bleiernen Sägen begraben um die von ihnen ausgehende Strahlung einzudämmen. 